# Netawaka
Netawaka är en ort i Jackson County i Kansas. Vid 2010 års folkräkning hade Netawaka 143 invånare.